# Casearia mauritiana
Casearia mauritiana é uma espécie de planta da família Salicaceae, endêmica em Maurícia.